# کارل ویلهلم پترسن
کارل ویلهلم پترسن (انگلیسی: Carl Wilhelm Petersén؛ ۲۸ مارس ۱۸۸۴ – ۳ اکتبر ۱۹۷۳ (aged 89)) ورزشکار کرلینگ اهل سوئد بود.
وی در مسابقات کشوری و بین‌المللی در مجموع برندهٔ ۱ مدال نقره شده‌است.